# Papaipema imperturbata
Papaipema imperturbata är en fjärilsart som beskrevs av Bird 1907. Papaipema imperturbata ingår i släktet Papaipema och familjen nattflyn. Inga underarter finns listade i Catalogue of Life.